# 第109飛行隊 (イスラエル空軍)
イスラエル空軍 第109飛行隊（109 Squadron） は、イスラエル航空宇宙軍の飛行隊である。別名として、ヴァレー・スコードロン（The Valley Squadron）とも呼ばれる。

## 歴史
第109飛行隊は、1951年7月に25機のデ・ハビランド モスキート FB.6および少数のモスキート PR.16、モスキート T.3を装備する攻撃機部隊として、テルノフ空軍基地に編成された。第109飛行隊はイスラエル空軍で最初にモスキートを装備した飛行隊であり、また初めて編成された本格的な対地攻撃部隊であった。モスキートPR.16は本来は写真偵察型であるが、第109飛行隊の装備機体はモスキートFB.6と同様の戦闘攻撃機（戦闘爆撃機）型に改造されていた。編成後すぐに、第109飛行隊は拠点をハツォール空軍基地に移した。1953年には、同じハツォール空軍基地でモスキートを運用するもう一つの飛行隊として第110飛行隊が編成された。両飛行隊のモスキート FB.6は銀色に、T.3は黄色に塗装されており、第109飛行隊のモスキートのスピナーおよびラダーは赤色に塗装されていた。1955年頃からは、モスキートにダークブルー/ブラウンの2色の迷彩塗装が施されるようになった。
1956年の第二次中東戦争の時点ではモスキートは旧式化しつつあり、第109飛行隊は1956年の春には一時的に解散状態にあって、同じくモスキートを装備していた第110飛行隊とは異なり、第二次中東戦争には投入されなかった。
1956年の8月になると、第109飛行隊は1機の写真偵察型を含む37機のミステールIV Aを装備する部隊としてラマト・ダヴィド空軍基地で再編成された。第109飛行隊は第101飛行隊に次いで、ミステールIV Aを装備する2番目の飛行隊となったが、フランス国内でのパイロットの訓練が1957年まで開始できず、1956年の第二次中東戦争には参加できなかった。その後シリア軍やエジプト軍としばしば発生した衝突で、彼らの装備するミグ戦闘機と交戦した。
1962年頃からは、ミステールと同じダッソー製の新鋭戦闘機であるミラージュIIICJ戦闘機の運用が始まったため、ミステールは主に対地攻撃専用機として使用されるようになった。1967年の第三次中東戦争では、緒戦のエジプト軍、シリア軍の航空基地への奇襲攻撃（フォーカス作戦）にミステール、ウーラガンが投入され、第109飛行隊も戦果を挙げた。
1967年末になると、第109飛行隊のミステールIV AはA-4H スカイホーク攻撃機に更新され、第109飛行隊はイスラエル空軍でA-4スカイホークを運用する最初の飛行隊となった。ミステールIV Aは引き続きこの機種の運用を続けていた第116飛行隊に移管された。この更新が行われた時期には、第109飛行隊は一時的にハツェリム空軍基地に滞在していた。1968年にはヨルダン川西岸地区でのファタハの拠点攻撃にA-4スカイホーク攻撃機が初めて実戦投入された。1970年には、第109飛行隊の飛行隊長であり、"ミスター・スカイホーク"のニックネームで知られるエズラ・ドタン大佐の乗るA-4スカイホーク"03"号機が、シリア軍のMig-17を対地攻撃用のロケット弾およびDEFA 30mm機関砲で撃墜した。これはイスラエル空軍でのA-4スカイホークの空対空戦闘での唯一の撃墜記録と言われ、世界的にも数少ない事例の一つである。
1973年の第四次中東戦争は、奇襲攻撃に対する反撃として作戦が開始されたため、第109飛行隊がどのような作戦行動を行ったのかの詳細は不明であるが、A-4スカイホークを装備する6個飛行隊がこの戦争に参加している事から、第109飛行隊も南部（対エジプト）、北部（対シリア）いずれかの戦線での戦闘に参加していると考えられる。
また、第四次中東戦争と同じ頃から、A-4Hスカイホークのエンジンパイプを延長するなどの改修が施されるようになった。また、第四次中東戦争で失われたA-4Hを補充する目的もあり、新型のA-4Nが追加配備されるようになった。
1977年7月には、第109飛行隊の装備機は第101飛行隊から移管されたクフィルC1に更新され、この機種を装備する3番目の飛行隊となった。クフィルC1にはその後すぐ、小型カナード翼を追加する改修が行われた。1980年にはクフィルC1は改良型のクフィルC2、および練習機型のクフィルTC2に更新され、クフィルC1は第254飛行隊に移管された。
1982年6月のガリラヤの平和作戦では、シリア軍やPLOの拠点への対地攻撃、シリア軍の対空ミサイルサイトの制圧任務に投入された。1983年頃には新型のクフィルC7が開発されたが、109飛行隊のC2はC7への更新はされず、同等仕様への改修にとどまったと見られる。この後第109飛行隊は1986年頃に一旦解隊された。
1991年になると、第109飛行隊は第101飛行隊のF-16C/D Block40への運用機種変更に伴い第101飛行隊から移管されたF-16D Block30を運用する攻撃飛行隊として再編成され、既にF-16C Block30の運用を始めていた第110飛行隊、第117飛行隊と共にラマト・ダヴィド空軍基地で現在も活動を続けている。